# Michel Kuhn
Michel Kuhn (Villars-sur-Glâne, 9 de gener de 1949 - Khorog, Tadjikistan, 28 d'agost de 1993) va ser un ciclista amateur suís. Del seu palmarès destaca la medalla de bronze al Campionat del món en ruta de 1974 per darrere dels polonesos Janusz Kowalski i Ryszard Szurkowski.
Va morir en un accident d'avió, quan efectuava una missió humanitària per la Creu Roja.